# Будинок Ніжинського магістрату

Головний фасад та плани поверхів будинку магістрату

Фасад і план бічного крила

Будинок Ніжинського магістрату — будівля, в якій розташовувався орган самоврядування міста Ніжина. Збудований у кінці XVIII століття, зруйнований під час другої світової війни 1941–1945 років.
26 березня 1625 р. король Сигізмунд III Ваза надав Ніжину Магдебурзьке право — міське самоврядування, що призвело до бурхливого розвитку та розквіту міста у середині XVII ст. У місті створювався орган міського самоврядування — міський магістрат на чолі з бургомістром, який складався з двох палат: радників («райців») та депутатів («лавників»). На магістрат покладалися функції розгляду юридичних справ (майнових та кримінальних), розподілу й збирання податків та міських зборів, благоустрій міста, підтримання в належному стані вулиць, громадських будівель, фортифікаційних споруд, мостів, гребель та гатей.
Дуже швидко Ніжин перетворився на визначний адміністративний, промисловий та торговельний центр Лівобережної України. Уже тоді, на початку XVII ст., на сучасній вулиці Гоголя було збудовано міську ратушу з годинником для розташування в ній міського магістрату. Невдовзі тут сформувався адміністративний центр міста, де розташовувалися великий майдан для громадських зібрань (згодом — Соборна площа), будинки магістратів (міського та грецького), судів, цехові будинки та двори, торговельні ряди тощо.
Імовірно, магістратський будинок і ратуша через часті пожежі та військові заворушення неодноразово руйнувались та перебудовувались. У середині XVIII ст. згадується в Ніжині «ратушна велика хата». Старий міський магістрат, згідно зі «Справою про всі в Малій Росії казенні будинки» (1781 р.), дійсно нагадував звичайну одноповерхову хату, що складалася із сіней, канцелярії, «присудственної кімнати», льодниці та сараю, що були розташовані на одній лінії та під одним дахом. У 1754 р. вона черговий раз постраждала від пожежі.
Було вирішено замість дерев'яного звести новий цегляний будинок. У цей час на замовлення Малоросійської колегії плідно працював відомий архітектор Андрій Квасов: у Козельці будував собор Різдва Богородиці з дзвіницею та полкову канцелярію, у Ніжині в 1760-х роках брав участь у будівництві трьох церков.
Побудований за його проектом ніжинський магістрат являв тип міської ратуші кінця XVIII — початку XIX ст.: цегляної, триповерхової, з восьмикутним дерев'яним «бельведером» (баштою з годинником). З двох сторін до центрального корпусу прилягали торговельні ряди з лавками та розташованими під ними льохами. Центральна будівля мала в основі прямокутник, наближений до квадрату. Нижній поверх на всю ширину посередині прорізувала велика брама, що вела до вулиці поміж Грецькими та Троїцькою церквами.
У Центральному державному історичному архіві України в м. Києві зберігається кошторис, складений у 1771 р. та підписаний А.Квасовим. Це мав бути «дом на углу, длина 24 1/3 саженей, вышина 6 саженей. Над серединою с медзанином вышиною 5 1/2 аршин. В нажнем зтаже лавок больших и средних со сводами 15. Жилих покоев больших и малых со сводами […]. Сени с 2 лестницами, со двора крыльцо с галереею на столбах. В верхнем зтаже зало большое овальное на углу к улице. Комната прихожая челобитчикам овальная на углу к улице. Комнат больших и малых 12. Подле зала проходных малых комнат 2. По обоим сторонам дому — двои въездные во двор ворота. Лавок для отдачи в наём больших и малых 14. Пред лавками проходные галереи с аттиками и колоннадами. Под домом, ежели потребно, можно сделать погреба под всеми, или сколько надобно. Равно и под лавками».
Саме цей проект А. Квасова і був прийнятий до реалізації, з деякими змінами. Будинок магістрату був прямокутний у плані, витягнутий, симетричний за структурою, вирішений у стильових формах класицизму, складався з центрального двоповерхового корпусу і прилеглих до нього обабіч одноповерхових торгових рядів. Таке поєднання функцій адміністративної будівлі і торгових лавок було характерним для доби класицизму. Центральний корпус мав мезонін, увінчаний сферичною банею на восьмигранному підбаннику, на одній з граней якого був міський годинник. Мезонін мав балкон і велике «палладіанське» вікно в ніші. Головний вхід до будинку по осі першого поверху був вирішений у вигляді тріумфальної арки. Фасади торгових рядів вирішені мотивом римської ордерної аркади з ризалітами на кінцях, акцентованими трикутними фронтонами. Всі приміщення мали муровані склепіння.
Документи, виявлені у фондах Ніжинського архіву, дають можливість простежити драматичну долю споруди. Як свідчать джерела, «каменный магистратский корпус построен распоряжением здешнего городового магистрата из суммы, занятой было 1779 года из канцелярии скарбу Малороссийскаго 3000 руб.». Але в описах Ніжина 1781–1782 рр. цей корпус усе ще показаний як недобудований («оной магистрат без крышки»). Можливо, це були наслідки однієї з пожеж, що так часто спустошували в той час Ніжин, знищуючи дерев'яні конструкції будівель.
Падінню ролі міських магістратів як органів міського самоврядування значною мірою сприяла реформа російського самодержавного уряду 1782 р., коли були влаштовані губернії та міські думи. За магістратами залишено лише поліцейські та судові функції.
«Ніжинський літопис» повідомляв: «1798 мая 7 против 8 числа пожар сделался в городе. Погоріли церков Николая з болшим колоколом, все купеческие ряды и городовой магистрат». Відбудовою керував відомий чернігівський архітектор Антон Карташевський (він же — автор проекту добудови ніжинської Всіхсвятської церкви). До нашого часу дійшли креслення фасаду та планів Ніжинського магістрату, виконані в цей час А. Карташевським.
Але 1825 року магістрат знову вимагав значного ремонту: «Щекатурка и карнизы во многих местах опали, от чего и кирпич в стенах выпадает… А от бывших ненастных погод и бурливих ветров в верхнем деревянном этаже в окошках как стекла побились, так и самые рямы деревянные окошечные от трухлости поламались, и на крьіше железной на лавках по причине давно опавшей краски от зделавшихся иржавчин поделались во многих местах дыры», але найсуттєвіше, що у стінах з'явилися тріщини. З дозволу Чернігівського губернського правління було виділено 2500 крб. Але ці кошти були розтрачені, що згодом стало причиною судового розслідування. Наслідки були катастрофічними: 1828 року в західній стіні центральної частини магістратського корпусу утворилася значна тріщина, а невдовзі «угол от западной стены снизу обрушился в вышину более восьми аршин, и вся наружная стена отходит от всех поперечних стен». Невдовзі руйнування стали невідворотними. У червні 1830 р. губернський архітектор Медведов, ніжинський поліцмейстер та члени міської думи оглянули пошкоджений магістратський корпус і констатували: «от падения 3-й части онаго корпуса сверху до фундамента повреждены прочия стены», і щоб запобігти нещасному випадку, будівлю слід розібрати «до горизонта земли», оскільки вона «непременно разрушится в скором времени» та зруйнує торговельні ряди. Магістрат і думу тим часом перевели до найнятого «обивательського будинку» . Незабаром губернське правління віддало наказ: «Оставшиеся развалины магистратского корпуса приказать кому следует в скором времени разобрать и тем сохранить деревянный лес, кирпич и железо из кровли, ибо починка оного корпуса неудобна». Остаточно розбірку центральної частини магістратського корпусу було завершено у 1849 р. у зв'язку із заходами по благоустрою міста, а рештки металоконструкцій від зламаного будинку були продані з торгу.
Між тим, бокові торговельні ряди лишалися стояти вздовж Гоголівської вулиці. У 1930-х роках у них, за спогадами старожилів, розміщувались склади споживчої спілки. Під час відступу частин Червоної армії у 1941 р. ці склади не встигли евакуювати і спалили разом з майном. Рештки стін колишнього магістрату височіли аж до 1957–1958 рр. Про це свідчать фотографії, які дотепер зберігаються у фондах Ніжинського краєзнавчого музею. Повністю знесені вони були під час чергової повоєнної реконструкції міста.